# Ère Enpō
L'ère Enpō (延宝) est une des ères du Japon (年号, nengō, littéralement « le nom de l'année ») suivant l'ère Kanbun et précédant l'ère Tenna. Cette ère couvre la période allant du mois de septembre 1673 au mois de septembre 1681. L'empereur régnant est Reigen-tennō (霊元天皇).

## Changement de l'ère
Enpō gannen (延宝元年) : La nouvelle ère Enpō (qui signifie « prospérité prolongée ») est créée pour marquer le nombre de désastres dont le grand incendie de Kyōto. L'ère précédente se termine et la nouvelle commence en Kanbun 14, le e jour du 13e mois.

## Événements de l'ère Enpō
- Enpō gannen (延宝元年) ou Enpō (1673) : Un grand incendie ravage Heian-kyō[3].

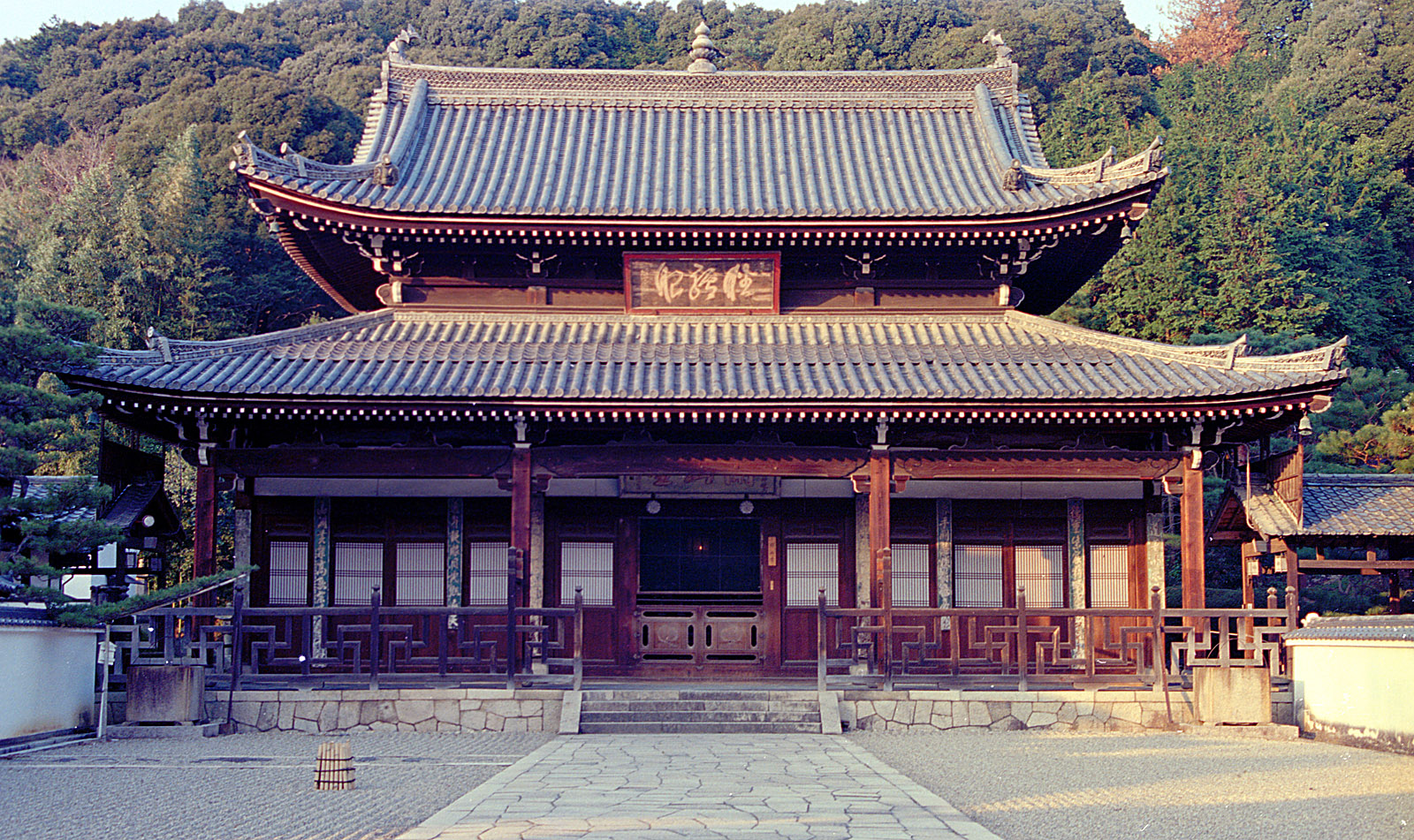
Mampuku-ji où meurt le prêtre Ingen Ryūki en 1673.

- Enpō 1 (1673) : Le fondateur de la secte Ōbaku-shu, école japonaise du zen, meurt au Mampuku-ji, le premier temple de cette école. Ce grand prêtre, Ingen Ryūki (aussi connu par son nom chinois, Yinyuan Longqi), a établi ce monastère près d'Uji en 1661. En 1671, il a établi le Zuishō-ji, deuxième temple et monastère de Ōbaku-shu à Shirokane près d'Edo[4].
- Enpō 3 (1675) : un grand incendie ravage Miyako[4].
- Enpō 3 : les îles Bonin (îles Ogasawara) sont explorées par une expédition du shogunat à la suite de la découverte des îles par les Japonais lorsqu'un navire, naviguant en direction d'Edo en provenance du Kyūshū, est détourné de sa course par une tempête en Kanbun 10.  Les îles sont revendiquées comme territoire du Japon[5].
- Enpō 8, le 8e du 3e lune (1685) : le Shogun Tokugawa Ietsuna meurt et Tokugawa Tsunayoshi lui succède[4].
- Enpō 8, le 19e du 3e lune (1685) : Décès de l'ancien empereur Go-Mizunoo[4].
- Enpō 8, le 8e mois (1685) : une grande inondation a lieu à Edo[4].
- Enpō 8 (1685) : une comète avec une queue extrêmement longue apparaît[4].